# Здравик
Здравик (на гръцки: Δραβήσκος, Дравискос, до 1927 година Ζδράβικ, Здравик) е село в Република Гърция, дем Зиляхово, област Централна Македония.

## География
Селото е в историко-географската област Зъхна, в Сярското поле. От демовия център Зиляхово (Неа Зихни) се намира в южна посока.

## История

### Етимология
Според Йордан Н. Иванов името може да е от името на античния град Δραβήσκος, споменат у Тукидид, Страбон, Диодор, свързано по-късно по народна етимология със здраве, но Δραβήσκος може да е и Драма.

### Средновековие
На 4 km западно от Здравик са развалините на средновековното укрепление Илан кале, идентифицирано с град Кесаруполис.

### В Османската империя
Църквата „Свети Атанасий“ е от 1850 година. Гръцка статистика от 1866 година показва Издравик (Ιζντραβίκ) като село с 350 жители гърци. Александър Синве („Les Grecs de l’Empire Ottoman. Etude Statistique et Ethnographique“), който се основава на гръцки данни, в 1878 година пише, че в Стравикиес (Stravikies) живеят 100 гърци. В „Етнография на вилаетите Адрианопол, Монастир и Салоника“, издадена в Константинопол в 1878 година и отразяваща статистиката на населението от 1873 година, Зравик (Zravik) е посочено като село с 48 домакинства и 100 жители цигани. В 1889 година Стефан Веркович („Топографическо-этнографическій очеркъ Македоніи“) отбелязва Здравик като село със 78 гръцки къщи.
Според Георги Стрезов към 1891 година Здравяк е гръцко село.
Към 1900 година според статистиката на Васил Кънчов („Македония. Етнография и статистика“), населението на Здравик брои 200 гърци и 130 цигани. По данни на секретаря на Българската екзархия Димитър Мишев („La Macédoine et sa Population Chrétienne“) през 1905 година в селото (Zdravik) има 250 гърци.

### В Гърция
След Междусъюзническата война в 1913 година селото попада в Гърция. В него са настанени гърци бежанци. Според преброяването от 1928 година паланката е със смесено местно-бежанско население с 315 бежански семейства с 1097 души. В 1927 година селото е прекръстено на Дравискос.
В 1922 година заселените в селото тракийски бежанци построяват църквата „Свети Димитър“. В 1927 година е изградена сегашната централна църква „Преображение Господне“.
| Име                   | Име         | Ново име   | Ново име   | Описание                                                          |
| --------------------- | ----------- | ---------- | ---------- | ----------------------------------------------------------------- |
| Пурлида               | Πουρλίδα    | Хорафия    | Χοράφια    | местност на З от Здравик, по десния бряг на Драматица             |
| Чамурли               | Τσαμουρλή   | Ласотопос  | Λασπότοπος | местност на ЗСЗ от Здравик, по десния бряг на Драматица           |
| Казан баир            | Καζάν Μπαΐρ | Стронгилон | Στρογγυλόν | възвишение на СЗ от Здравик, над левия бряг на Драматица (45,2 m) |
| Тилки баир            | Τιλκί Μπαϊρ | Алепу      | Άλεπού     | възвишение на З от Здравик (105 m)                                |
| Балобана или Балабана | Μπαλαμπάνα  | Мелиса     | Μέλισσα    | възвишение на И от Здравик (175,4 m)                              |
| Горяни                | Γκόριανη    | Ризомата   | Ριζώματα   | местност на СИ от Здравик                                         |
| Цаирия                | Τσαΐρια     | Ливадия    | Λιβάδια    | местност на СЗ от Здравик, по левия бряг на Драматица             |
| Цисмудия              | Τσισμούδια  | Врисес     | Βρύσες     | местност на СЗ от Здравик                                         |

## Личности
Родени в Здравик
- Фанурий Толиотис (р. 1981), гръцки духовник